# 堤下町 (郡山市)
堤下町（つつみしたまち）は、福島県郡山市に所在する町丁である。郵便番号は963-8878。

## 地理
郡山市役所本庁所管地域である市街中心部に属する。北で堂前町、東で本町、南で栄町、南西で愛宕町、西で池ノ台、北西角で麓山とそれぞれ隣接する。JR郡山駅西口市街地にあり、住居表示が実施されている。旧国道4号（現福島県道17号郡山停車場線）以西、文化通り以南を範囲とする。域内は学校やホール、商業施設といった大型施設が立地するほかは、商店などの並ぶ幹線道路の裏手に住宅地が広がる。堤下町に所在する郡山警察署古舘交番、および堂前町に所在する郡山消防署本署がそれぞれ管轄にあたる。

## 世帯数と人口
2024年1月1日現在の世帯数と人口は以下の通りである。
| 町丁   | 世帯数  | 人口  |
| ------ | ------- | ----- |
| 堤下町 | 456世帯 | 917人 |

## 小・中学校の学区
市立小・中学校に通う場合、学区は以下の通りとなる。
| 番地 | 小学校           | 中学校                 |
| ---- | ---------------- | ---------------------- |
| 全域 | 郡山市立橘小学校 | 郡山市立郡山第三中学校 |

## 交通

### 道路
- 福島県道17号郡山停車場線（旧国道4号昭和通り 地区東端）
- 一級市道32号本町開成線（文化通り 地区北端）
- 一般市道堤下町堂前町4号線（地区西端）
- 一般市道刃が三丁目堤下町線（地区南端）

## 施設等
- 福島県警察郡山警察署 古舘交番
- 郡山市立橘小学校
- けんしん郡山文化センター
- 郡山市立中央公民館 堤下分室
- ヨークタウン堤下
  - ヨークベニマル 堤下店
  - ダイソー 郡山堤下店
  - サンドラッグ 郡山堤下店
- セブンイレブン 郡山文化センター前店
- ホテルシーアンドアイ郡山